# In the Loop
In the Loop è un film del 2009 diretto da Armando Iannucci.
Il film è basato sulla serie televisiva della BBC The Thick of It, una satira della politica anglo-americana del ventunesimo secolo e dell'invasione dell'Iraq. Il film ha ricevuto nel 2010 una nomination all'Oscar come miglior sceneggiatura ed è stato presentato in numerosi festival del cinema tra cui il Sundance Film Festival, Festival internazionale del cinema di Berlino, San Francisco International Film Festival e il Tribeca Film Festival. Il film è inedito in Italia.

## Trama
Il presidente degli Stati Uniti e il primo ministro del Regno Unito hanno intenzione di intraprendere una guerra in Medio Oriente; questa decisione crea opinioni contrastanti tra i vari collaboratori di ambo le parti e inaugura una battaglia tra chi è a favore e chi è contro la dichiarazione di guerra.

## Distribuzione
- 17 aprile 2009 in Irlanda, Regno Unito
- 24 luglio 2009 negli Stati Uniti
- 21 agosto 2009 in Canada
- 10 settembre 2009 in Ungheria
- 18 settembre 2009 in Estonia
- 1º ottobre 2009 in Nuova Zelanda